# Samenstelling Belgische Senaat 1991-1995
De lijst van leden van de Belgische Senaat van 1991 tot 1995. De Senaat telde toen 184 zetels. Bij de verkiezingen van 24 november 1991 werden 106 senatoren rechtstreeks verkozen. Het federale kiesstelsel was toen gebaseerd op algemeen enkelvoudig stemrecht voor alle Belgen van 18 jaar en ouder, volgens een systeem van evenredige vertegenwoordiging op basis van de Methode-D'Hondt, gecombineerd met een districtenstelsel. Er waren daarnaast ook 52 provinciale senatoren, aangeduid door de provincieraden en 26 gecoöpteerde senatoren. Tevens was er een senator van rechtswege.
De legislatuur liep van 16 december 1991 tot 7 april 1995. Tijdens deze legislatuur was de regering-Dehaene I in functie, die steunde op een meerderheid van christendemocraten (CVP/PSC) en socialisten (SP/PS). De oppositie bestond dus uit PRL, PVV/VLD, Volksunie, Vlaams Blok, Agalev, Ecolo, FDF/PPW en ROSSEM.

## Samenstelling
| Begin legislatuur (1991) | Begin legislatuur (1991) | Begin legislatuur (1991) | Begin legislatuur (1991) | Begin legislatuur (1991) | Begin legislatuur (1991) | Einde legislatuur (1995) | Einde legislatuur (1995) | Einde legislatuur (1995) |
| Fractie                  | Fractie                  | Rechtstr.                | Prov.                    | Gec.                     | Tot.                     | Fractie                  | Fractie                  | Zetels                   |
| ------------------------ | ------------------------ | ------------------------ | ------------------------ | ------------------------ | ------------------------ | ------------------------ | ------------------------ | ------------------------ |
|                          | CVP                      | 20                       | 10                       | 6                        | 36                       |                          | CVP                      | 36                       |
|                          | PS                       | 18                       | 8                        | 4                        | 30                       |                          | PS                       | 30                       |
|                          | SP                       | 14                       | 8                        | 4                        | 26                       |                          | SP                       | 25                       |
|                          | PVV                      | 13                       | 6                        | 3                        | 22                       |                          | VLD                      | 22                       |
|                          | PRL                      | 9                        | 6                        | 3                        | 18                       |                          | PRL                      | 18                       |
|                          | PSC                      | 9                        | 5                        | 2                        | 16                       |                          | PSC                      | 16                       |
|                          | Ecolo                    | 6                        | 3                        | 2                        | 11                       |                          | Ecolo                    | 11                       |
|                          | Volksunie                | 5                        | 2                        | 1                        | 8                        |                          | Volksunie                | 8                        |
|                          | Agalev                   | 5                        | 2                        | 1                        | 8                        |                          | Agalev                   | 8                        |
|                          | Vlaams Blok              | 5                        | 1                        | 0                        | 6                        |                          | Vlaams Blok              | 6                        |
|                          | FDF/PPW                  | 1                        | 1                        | 0                        | 2                        |                          | FDF/PPW                  | 2                        |
|                          | ROSSEM                   | 1                        | 0                        | 0                        | 1                        |                          | Onafhankelijk            | 2                        |

Wijzigingen in fractiesamenstelling:
- In 1993 stapt Jef Valkeniers (rechtstreeks gekozen senator) uit de Volksunie. Hij zetelt vanaf dan als onafhankelijke, ook al trad hij in 1994 toe tot de VLD.
- Begin 1994 neemt Firmin Steenbergen (provinciaal senator) van de SP ontslag wegens een onderlinge afspraak tussen SP en de Volksunie. In zijn plaats komt Jos Truyen (Volksunie).
- In 1994 verlaat Willy Goossens zijn partij ROSSEM en zetelt vanaf dan als onafhankelijke.

## Lijst van de senatoren
| Senator                          | Partij      | Aanduiding                    | Kieskring                                   | Provincie       | Taalgroep  | Opmerkingen |
| -------------------------------- | ----------- | ----------------------------- | ------------------------------------------- | --------------- | ---------- | --- |
| Frank Swaelen                    | CVP         | Rechtstreeks gekozen senator. | Antwerpen                                   | -               | Nederlands | Parlementsvoorzitter en voorzitter van de commissie Herziening van de Grondwet en Hervorming der Instellingen.                                                                     |
| Herman Suykerbuyk                | CVP         | Rechtstreeks gekozen senator. | Antwerpen                                   | -               | Nederlands | |
| Leona Detiège                    | SP          | Rechtstreeks gekozen senator. | Antwerpen                                   | -               | Nederlands | |
| Marcel Bartholomeeussen          | SP          | Rechtstreeks gekozen senator. | Antwerpen                                   | -               | Nederlands | |
| Ludo Dierickx                    | Agalev      | Rechtstreeks gekozen senator. | Antwerpen                                   | -               | Nederlands | |
| Hugo Schiltz                     | Volksunie   | Rechtstreeks gekozen senator. | Antwerpen                                   | -               | Nederlands | |
| Jacky Buchmann                   | PVV         | Rechtstreeks gekozen senator. | Antwerpen                                   | -               | Nederlands | Ondervoorzitter. |
| Wim Verreycken                   | Vlaams Blok | Rechtstreeks gekozen senator. | Antwerpen                                   | -               | Nederlands | Voorzitter van de Vlaams Blok-fractie. |
| Walter Peeters                   | Vlaams Blok | Rechtstreeks gekozen senator. | Antwerpen                                   | -               | Nederlands | |
| Willy Goossens                   | ROSSEM      | Rechtstreeks gekozen senator. | Antwerpen                                   | -               | Nederlands | Zetelt vanaf 1 maart 1994 als onafhankelijke. |
| Luc Van den Brande               | CVP         | Rechtstreeks gekozen senator. | Mechelen-Turnhout                           | -               | Nederlands | |
| Robert Van Rompaey               | CVP         | Rechtstreeks gekozen senator. | Mechelen-Turnhout                           | -               | Nederlands | |
| Jos De Seranno                   | CVP         | Rechtstreeks gekozen senator. | Mechelen-Turnhout                           | -               | Nederlands | Quaestor. |
| Lydia Maximus                    | SP          | Rechtstreeks gekozen senator. | Mechelen-Turnhout                           | -               | Nederlands | Voorzitter van de commissie Sociale Aangelegenheden. |
| Arnold Van Aperen                | PVV         | Rechtstreeks gekozen senator. | Mechelen-Turnhout                           | -               | Nederlands | |
| Amelia Gijsbrechts-Horckmans     | PVV         | Rechtstreeks gekozen senator. | Mechelen-Turnhout                           | -               | Nederlands | |
| Roger Bosman                     | Vlaams Blok | Rechtstreeks gekozen senator. | Mechelen-Turnhout                           | -               | Nederlands | |
| Herman Van Rompuy                | CVP         | Rechtstreeks gekozen senator. | Brussel                                     | -               | Nederlands | Vervangt vanaf 20 juli 1994 Wilfried Martens, die lid wordt van het Europees Parlement. Daarvoor was hij tot 19 juli 1994 gecoöpteerd senator.                                     |
| Georges Cardoen                  | CVP         | Rechtstreeks gekozen senator. | Brussel                                     | -               | Nederlands | Secretaris. |
| Simonne Creyf                    | CVP         | Rechtstreeks gekozen senator. | Brussel                                     | -               | Nederlands | |
| Roger De Wulf                    | SP          | Rechtstreeks gekozen senator. | Brussel                                     | -               | Nederlands | |
| Roger Lallemand                  | PS          | Rechtstreeks gekozen senator. | Brussel                                     | -               | Frans      | Voorzitter van de PS-fractie en voorzitter van de commissie Justitie. |
| François Guillaume               | PS          | Rechtstreeks gekozen senator. | Brussel                                     | -               | Frans      | Quaestor vanaf 26 maart 1992. |
| Alex De Boeck                    | Agalev      | Rechtstreeks gekozen senator. | Brussel                                     | -               | Nederlands | Vervangt vanaf 5 januari 1993 Cécile Harnie, die uit ontevredenheid ontslag neemt.                                                                                                 |
| Edouard Poullet                  | PSC         | Rechtstreeks gekozen senator. | Brussel                                     | -               | Frans      | |
| Jef Valkeniers                   | Volksunie   | Rechtstreeks gekozen senator. | Brussel                                     | -               | Nederlands | Zetelt vanaf 14 oktober 1993 als onafhankelijke. Valkeniers was tot 14 oktober 1993 voorzitter van de Volksunie-fractie.                                                           |
| François-Xavier de Donnéa        | PRL         | Rechtstreeks gekozen senator. | Brussel                                     | -               | Frans      | Voorzitter van de PRL-fractie. |
| Jacques Vandenhaute              | PRL         | Rechtstreeks gekozen senator. | Brussel                                     | -               | Frans      | |
| Jacques De Grave                 | PRL         | Rechtstreeks gekozen senator. | Brussel                                     | -               | Frans      | Vervangt vanaf 11 januari 1995 Herve Hasquin, die schepen van Sint-Lambrechts-Woluwe wordt.                                                                                        |
| Francis Vermeiren                | PVV         | Rechtstreeks gekozen senator. | Brussel                                     | -               | Nederlands | Secretaris tot 20 juli 1994. |
| Jean-François Vaes               | Ecolo       | Rechtstreeks gekozen senator. | Brussel                                     | -               | Frans      | Secretaris. |
| Roeland Van Walleghem            | Vlaams Blok | Rechtstreeks gekozen senator. | Brussel                                     | -               | Nederlands | |
| Georges Désir                    | FDF/PPW     | Rechtstreeks gekozen senator. | Brussel                                     | -               | Frans      | |
| Gaston Geens                     | CVP         | Rechtstreeks gekozen senator. | Leuven                                      | -               | Nederlands | |
| Louis Tobback                    | SP          | Rechtstreeks gekozen senator. | Leuven                                      | -               | Nederlands | |
| René Swinnen                     | SP          | Rechtstreeks gekozen senator. | Leuven                                      | -               | Nederlands | |
| Roger Wierinckx                  | PVV         | Rechtstreeks gekozen senator. | Leuven                                      | -               | Nederlands | |
| Mandus Verlinden                 | PVV         | Rechtstreeks gekozen senator. | Leuven                                      | -               | Nederlands | |
| Maurice Minne                    | PS          | Rechtstreeks gekozen senator. | Nijvel                                      | -               | Frans      | Vervangt vanaf 11 januari 1995 Jacky Marchal, die gedeputeerde van de provincie Waals-Brabant wordt.                                                                               |
| Charles Aubecq                   | PRL         | Rechtstreeks gekozen senator. | Nijvel                                      | -               | Frans      | |
| Jacques Liesenborghs             | Ecolo       | Rechtstreeks gekozen senator. | Nijvel                                      | -               | Frans      | |
| Elio Di Rupo                     | PS          | Rechtstreeks gekozen senator. | Bergen-Zinnik                               | -               | Frans      | |
| Freddy Deghilage                 | PS          | Rechtstreeks gekozen senator. | Bergen-Zinnik                               | -               | Frans      | Vervangt vanaf 20 juli 1994 Edgard Hismans, die om gezondheidsredenen ontslag neemt.                                                                                               |
| Willy Taminiaux                  | PS          | Rechtstreeks gekozen senator. | Bergen-Zinnik                               | -               | Frans      | Quaestor tot 26 maart 1992. |
| Jacques Lefevre                  | PSC         | Rechtstreeks gekozen senator. | Bergen-Zinnik                               | -               | Frans      | |
| Pol-Gustave Boël                 | PRL         | Rechtstreeks gekozen senator. | Bergen-Zinnik                               | -               | Frans      | |
| André Baudson                    | PS          | Rechtstreeks gekozen senator. | Charleroi-Thuin                             | -               | Frans      | |
| René Borremans                   | PS          | Rechtstreeks gekozen senator. | Charleroi-Thuin                             | -               | Frans      | |
| Philippe Maystadt                | PSC         | Rechtstreeks gekozen senator. | Charleroi-Thuin                             | -               | Frans      | |
| Marceau Mairesse                 | PSC         | Rechtstreeks gekozen senator. | Charleroi-Thuin                             | -               | Frans      | |
| Jacqueline Mayence-Goossens      | PRL         | Rechtstreeks gekozen senator. | Charleroi-Thuin                             | -               | Frans      | |
| Jan Meesters                     | Ecolo       | Rechtstreeks gekozen senator. | Charleroi-Thuin                             | -               | Frans      | |
| Guy Spitaels                     | PS          | Rechtstreeks gekozen senator. | Doornik-Aat-Moeskroen                       | -               | Frans      | |
| Michèle Delannoy                 | PS          | Rechtstreeks gekozen senator. | Doornik-Aat-Moeskroen                       | -               | Frans      | Vervangt vanaf 31 januari 1995 Roger Henneuse, die rechter aan het Arbitragehof wordt.                                                                                             |
| Jean-Paul Snappe                 | Ecolo       | Rechtstreeks gekozen senator. | Doornik-Aat-Moeskroen                       | -               | Frans      | |
| Michel Daerden                   | PS          | Rechtstreeks gekozen senator. | Luik                                        | -               | Frans      | |
| Gustave Hofman                   | PS          | Rechtstreeks gekozen senator. | Luik                                        | -               | Frans      | Ondervoorzitter tot 26 maart 1992. |
| Guy Mathot                       | PS          | Rechtstreeks gekozen senator. | Luik                                        | -               | Frans      | |
| Georges Flagothier               | PSC         | Rechtstreeks gekozen senator. | Luik                                        | -               | Frans      | Quaestor. |
| Philippe Monfils                 | PRL         | Rechtstreeks gekozen senator. | Luik                                        | -               | Frans      | |
| José Daras                       | Ecolo       | Rechtstreeks gekozen senator. | Luik                                        | -               | Frans      | |
| Germain Dufour                   | Ecolo       | Rechtstreeks gekozen senator. | Luik                                        | -               | Frans      | |
| Robert Collignon                 | PS          | Rechtstreeks gekozen senator. | Hoei-Borgworm                               | -               | Frans      | |
| Yves de Seny                     | PSC         | Rechtstreeks gekozen senator. | Hoei-Borgworm                               | -               | Frans      | |
| André Grosjean                   | PS          | Rechtstreeks gekozen senator. | Verviers                                    | -               | Frans      | |
| Pierre Wintgens                  | PSC         | Rechtstreeks gekozen senator. | Verviers                                    | -               | Frans      | Voorzitter van de PSC-fractie en vanaf 17 december 1993 voorzitter van de commissie Economische Aangelegenheden.                                                                   |
| Joseph Houssa                    | PRL         | Rechtstreeks gekozen senator. | Verviers                                    | -               | Frans      | Secretaris en voorzitter van de commissie Landbouw en Middenstand. |
| Theo Kelchtermans                | CVP         | Rechtstreeks gekozen senator. | Hasselt-Tongeren-Maaseik                    | -               | Nederlands | |
| Maurice Didden                   | CVP         | Rechtstreeks gekozen senator. | Hasselt-Tongeren-Maaseik                    | -               | Nederlands | |
| Riet Van Cleuvenbergen           | CVP         | Rechtstreeks gekozen senator. | Hasselt-Tongeren-Maaseik                    | -               | Nederlands | Vervangt vanaf 23 november 1994 Alex Arts, die rechter aan het Arbitragehof wordt. Daarvoor was ze tot 22 november 1994 gecoöpteerd senator.                                       |
| Guy Moens                        | SP          | Rechtstreeks gekozen senator. | Hasselt-Tongeren-Maaseik                    | -               | Nederlands | |
| Ghislain Vermassen               | SP          | Rechtstreeks gekozen senator. | Hasselt-Tongeren-Maaseik                    | -               | Nederlands | Vervangt vanaf 16 december 1991 Julien Dufaux, die gedeputeerde van de provincie Limburg wordt.                                                                                    |
| Marie-Josée Bauwen               | Agalev      | Rechtstreeks gekozen senator. | Hasselt-Tongeren-Maaseik                    | -               | Nederlands | Vervangt vanaf 11 januari 1995 Jef Ulburghs, die op pensioen gaat. |
| Laurens Appeltans                | Volksunie   | Rechtstreeks gekozen senator. | Hasselt-Tongeren-Maaseik                    | -               | Nederlands | |
| Jeannine Leduc                   | PVV         | Rechtstreeks gekozen senator. | Hasselt-Tongeren-Maaseik                    | -               | Nederlands | Vervangt vanaf 21 april 1993 Eloi Vandersmissen, die besluit om voltijds burgemeester van Wellen te worden.                                                                        |
| Elie Deworme                     | PS          | Rechtstreeks gekozen senator. | Aarlen-Marche-Bastenaken-Neufchâteau-Virton | -               | Frans      | |
| Guy Lutgen                       | PSC         | Rechtstreeks gekozen senator. | Aarlen-Marche-Bastenaken-Neufchâteau-Virton | -               | Frans      | |
| Philippe Mahoux                  | PS          | Rechtstreeks gekozen senator. | Namen-Dinant-Philippeville                  | -               | Frans      | |
| Maurice Bayenet                  | PS          | Rechtstreeks gekozen senator. | Namen-Dinant-Philippeville                  | -               | Frans      | Vervangt vanaf 1 maart 1995 Robert Belot, die besluit om voltijds burgemeester van Beauraing te worden. Daarvoor was hij tot 9 februari 1994 gecoöpteerd senator.                  |
| Achille Debrus                   | PSC         | Rechtstreeks gekozen senator. | Namen-Dinant-Philippeville                  | -               | Frans      | Vervangt vanaf 20 juli 1994 Amand Dalem, die provinciegouverneur van Namen wordt.                                                                                                  |
| Jean Barzin                      | PRL         | Rechtstreeks gekozen senator. | Namen-Dinant-Philippeville                  | -               | Frans      | |
| Johan De Roo                     | CVP         | Rechtstreeks gekozen senator. | Gent-Eeklo                                  | -               | Nederlands | Voorzitter van de CVP-fractie vanaf 9 januari 1992. |
| Willy Seeuws                     | SP          | Rechtstreeks gekozen senator. | Gent-Eeklo                                  | -               | Nederlands | Voorzitter van de SP-fractie tot 24 maart 1992 en ondervoorzitter vanaf 26 maart 1992.                                                                                             |
| Jef Tavernier                    | Agalev      | Rechtstreeks gekozen senator. | Gent-Eeklo                                  | -               | Nederlands | Voorzitter van de Agalev-fractie. |
| Bob Van Hooland                  | Volksunie   | Rechtstreeks gekozen senator. | Gent-Eeklo                                  | -               | Nederlands | |
| Jean Pede                        | PVV         | Rechtstreeks gekozen senator. | Gent-Eeklo                                  | -               | Nederlands | Voorzitter van de commissie Binnenlandse Aangelegenheden. |
| Roeland Raes                     | Vlaams Blok | Rechtstreeks gekozen senator. | Gent-Eeklo                                  | -               | Nederlands | |
| Jan Lenssens                     | CVP         | Rechtstreeks gekozen senator. | Dendermonde-Sint-Niklaas                    | -               | Nederlands | |
| Jos De Meyer                     | CVP         | Rechtstreeks gekozen senator. | Dendermonde-Sint-Niklaas                    | -               | Nederlands | |
| Alfons Boesmans                  | SP          | Rechtstreeks gekozen senator. | Dendermonde-Sint-Niklaas                    | -               | Nederlands | Vervangt vanaf 26 oktober 1994 Ivan Verleyen, die gedeputeerde wordt van de provincie Oost-Vlaanderen.                                                                             |
| Georges Anthuenis                | PVV         | Rechtstreeks gekozen senator. | Dendermonde-Sint-Niklaas                    | -               | Nederlands | |
| Hubert Van Wambeke               | CVP         | Rechtstreeks gekozen senator. | Oudenaarde-Aalst                            | -               | Nederlands | |
| Jacques Timmermans               | SP          | Rechtstreeks gekozen senator. | Oudenaarde-Aalst                            | -               | Nederlands | |
| Herman De Croo                   | PVV         | Rechtstreeks gekozen senator. | Oudenaarde-Aalst                            | -               | Nederlands | Voorzitter van de PVV/VLD-fractie en voorzitter van de commissie Buitenlandse Betrekkingen.                                                                                        |
| Jan Eeman                        | PVV         | Rechtstreeks gekozen senator. | Oudenaarde-Aalst                            | -               | Nederlands | |
| Johan Weyts                      | CVP         | Rechtstreeks gekozen senator. | Brugge                                      | -               | Nederlands | |
| Jan Leclercq                     | SP          | Rechtstreeks gekozen senator. | Brugge                                      | -               | Nederlands | |
| Ludo Monset                      | PVV         | Rechtstreeks gekozen senator. | Brugge                                      | -               | Nederlands | |
| Paul Deprez                      | CVP         | Rechtstreeks gekozen senator. | Kortrijk-Ieper                              | -               | Nederlands | |
| Eric Pinoie                      | SP          | Rechtstreeks gekozen senator. | Kortrijk-Ieper                              | -               | Nederlands | |
| Michel Capoen                    | Volksunie   | Rechtstreeks gekozen senator. | Kortrijk-Ieper                              | -               | Nederlands | Capoen zegde in januari 1994 zijn lidmaatschap van de Volksunie op, maar bleef deel uitmaken van de Volksunie-fractie in de Senaat.                                                |
| Jacques Laverge                  | PVV         | Rechtstreeks gekozen senator. | Kortrijk-Ieper                              | -               | Nederlands | |
| Luc Martens                      | CVP         | Rechtstreeks gekozen senator. | Roeselare-Tielt                             | -               | Nederlands | |
| Robert Vanlerberghe              | SP          | Rechtstreeks gekozen senator. | Roeselare-Tielt                             | -               | Nederlands | |
| Maria Tyberghien-Vandenbussche   | CVP         | Rechtstreeks gekozen senator. | Veurne-Diksmuide-Oostende                   | -               | Nederlands | Secretaris. |
| Michiel Maertens                 | Agalev      | Rechtstreeks gekozen senator. | Veurne-Diksmuide-Oostende                   | -               | Nederlands | |
| Isidoor Buelens                  | Vlaams Blok | Provinciaal senator.          | -                                           | Antwerpen       | Nederlands | |
| Jozef Cuyvers                    | Agalev      | Provinciaal senator.          | -                                           | Antwerpen       | Nederlands | |
| Suzette Verhoeven                | CVP         | Provinciaal senator.          | -                                           | Antwerpen       | Nederlands | |
| Karel Verschueren                | SP          | Provinciaal senator.          | -                                           | Antwerpen       | Nederlands | Voorzitter van de commissie Ontwikkelingssamenwerking. |
| Hugo Van Rompaey                 | CVP         | Provinciaal senator.          | -                                           | Antwerpen       | Nederlands | |
| Francy Van der Wildt             | SP          | Provinciaal senator.          | -                                           | Antwerpen       | Nederlands | |
| Aloïs De Backer                  | PVV         | Provinciaal senator.          | -                                           | Antwerpen       | Nederlands | |
| Leo Cannaerts                    | CVP         | Provinciaal senator.          | -                                           | Antwerpen       | Nederlands | Vervangt vanaf 10 februari 1994 Paul Hermans, die de nationale politiek verlaat.                                                                                                   |
| Paul Hatry                       | PRL         | Provinciaal senator.          | -                                           | Brabant         | Frans      | |
| Monique Swinnen                  | CVP         | Provinciaal senator.          | -                                           | Brabant         | Nederlands | Vervangt vanaf 11 januari 1995 Yvan Ottenbourgh, die gedeputeerde van de provincie Vlaams-Brabant wordt.                                                                           |
| Serge Moureaux                   | PS          | Provinciaal senator.          | -                                           | Brabant         | Frans      | |
| Paul Vandermeulen                | PVV         | Provinciaal senator.          | -                                           | Brabant         | Nederlands | |
| Robert Garcia                    | SP          | Provinciaal senator.          | -                                           | Brabant         | Nederlands | Voorzitter van de commissie Onderwijs en Wetenschap. |
| Eric van Weddingen               | PRL         | Provinciaal senator.          | -                                           | Brabant         | Frans      | |
| Achille Diegenant                | CVP         | Provinciaal senator.          | -                                           | Brabant         | Nederlands | Voorzitter van de commissie Volksgezondheid en Leefmilieu. |
| Claude Desmedt                   | FDF/PPW     | Provinciaal senator.          | -                                           | Brabant         | Frans      | |
| Greet Buyle                      | Agalev      | Provinciaal senator.          | -                                           | Brabant         | Nederlands | |
| Pierre Jonckheer                 | Ecolo       | Provinciaal senator.          | -                                           | Brabant         | Frans      | Voorzitter van de Ecolo-fractie. |
| Michel Coenraets                 | PSC         | Provinciaal senator.          | -                                           | Brabant         | Frans      | Vervangt vanaf 10 februari 1994 Etienne Cerexhe, die rechter aan het Arbitragehof wordt. Cerexhe was tot 13 december 1993 voorzitter van de commissie Economische Aangelegenheden. |
| Nestor-Hubert Pécriaux           | PS          | Provinciaal senator.          | -                                           | Henegouwen      | Frans      | Secretaris vanaf 26 maart 1992 en voorzitter van de commissie Landsverdediging. |
| Jean Gevenois                    | PS          | Provinciaal senator.          | -                                           | Henegouwen      | Frans      | |
| Jacques Leroy                    | PS          | Provinciaal senator.          | -                                           | Henegouwen      | Frans      | |
| Pierre Lenfant                   | PSC         | Provinciaal senator.          | -                                           | Henegouwen      | Frans      | |
| Arnaud Decléty                   | PRL         | Provinciaal senator.          | -                                           | Henegouwen      | Frans      | Voorzitter van de commissie Infrastructuur. |
| Jean Baise                       | Ecolo       | Provinciaal senator.          | -                                           | Henegouwen      | Frans      | Vervangt vanaf 10 februari 1994 Denise Nélis, die federaal secretaris van Ecolo wordt.                                                                                             |
| Michel Dighneef                  | PS          | Provinciaal senator.          | -                                           | Luik            | Frans      | |
| Henri Mouton                     | PS          | Provinciaal senator.          | -                                           | Luik            | Frans      | Secretaris tot 26 maart 1992 en ondervoorzitter vanaf 26 maart 1992. |
| Michel Foret                     | PRL         | Provinciaal senator.          | -                                           | Luik            | Frans      | |
| Pierrette Cahay-André            | PSC         | Provinciaal senator.          | -                                           | Luik            | Frans      | |
| Martine Dardenne                 | Ecolo       | Provinciaal senator.          | -                                           | Luik            | Frans      | Voorzitter van de commissie Buitenlandse Handel. |
| Georges Beerden                  | CVP         | Provinciaal senator.          | -                                           | Limburg         | Nederlands | |
| André Kenzeler                   | SP          | Provinciaal senator.          | -                                           | Limburg         | Nederlands | |
| Marilou Vanden Poel-Welkenhuysen | PVV         | Provinciaal senator.          | -                                           | Limburg         | Nederlands | Secretaris vanaf 20 juli 1994. |
| Jos Truyen                       | Volksunie   | Provinciaal senator.          | -                                           | Limburg         | Nederlands | Vervangt vanaf 10 februari 1994 Firmin Steenbergen (SP), die wegens een afspraak tussen de SP en de Volksunie ontslag moet nemen.                                                  |
| Jean Bock                        | PRL         | Provinciaal senator.          | -                                           | Luxemburg       | Frans      | Quaestor. |
| André Bouchat                    | PSC         | Provinciaal senator.          | -                                           | Luxemburg       | Frans      | |
| Guy Larcier                      | PS          | Provinciaal senator.          | -                                           | Luxemburg       | Frans      | |
| Jean-Marie Evrard                | PSC         | Provinciaal senator.          | -                                           | Namen           | Frans      | |
| Jean-Baptiste Poulain            | PS          | Provinciaal senator.          | -                                           | Namen           | Frans      | |
| Christine Cornet d'Elzius        | PRL         | Provinciaal senator.          | -                                           | Namen           | Frans      | |
| Orphale Crucke                   | SP          | Provinciaal senator.          | -                                           | Oost-Vlaanderen | Nederlands | |
| Nelly Maes                       | Volksunie   | Provinciaal senator.          | -                                           | Oost-Vlaanderen | Nederlands | |
| Herman De Loor                   | SP          | Provinciaal senator.          | -                                           | Oost-Vlaanderen | Nederlands | Quaestor. |
| Etienne Cooreman                 | CVP         | Provinciaal senator.          | -                                           | Oost-Vlaanderen | Nederlands | Voorzitter van de commissie Financiën. |
| Karel De Gucht                   | PVV         | Provinciaal senator.          | -                                           | Oost-Vlaanderen | Nederlands | Vervangt vanaf 20 juli 1994 Frans Verberckmoes, die de nationale politiek verlaat.                                                                                                 |
| Leonard Quintelier               | CVP         | Provinciaal senator.          | -                                           | Oost-Vlaanderen | Nederlands | |
| Ignace Van Belle                 | PVV         | Provinciaal senator.          | -                                           | Oost-Vlaanderen | Nederlands | |
| André Vanhaverbeke               | CVP         | Provinciaal senator.          | -                                           | West-Vlaanderen | Nederlands | |
| Marcel Gesquière                 | SP          | Provinciaal senator.          | -                                           | West-Vlaanderen | Nederlands | |
| Emmanuel Desutter                | CVP         | Provinciaal senator.          | -                                           | West-Vlaanderen | Nederlands | |
| Jan Loones                       | Volksunie   | Provinciaal senator.          | -                                           | West-Vlaanderen | Nederlands | Vanaf 22 oktober 1993 voorzitter van de Volksunie-fractie. |
| Martial Lahaye                   | PVV         | Provinciaal senator.          | -                                           | West-Vlaanderen | Nederlands | |
| Jean-Paul Vancrombruggen         | PS          | Gecoöpteerd senator.          | -                                           | -               | Frans      | |
| Herman Van Thillo                | PVV         | Gecoöpteerd senator.          | -                                           | -               | Nederlands | |
| Lisette Croes                    | SP          | Gecoöpteerd senator.          | -                                           | -               | Nederlands | |
| Alfred Evers                     | PRL         | Gecoöpteerd senator.          | -                                           | -               | Frans      | |
| Jean-Marie Happart               | PS          | Gecoöpteerd senator.          | -                                           | -               | Frans      | |
| Fred Erdman                      | SP          | Gecoöpteerd senator.          | -                                           | -               | Nederlands | Ondervoorzitter tot 24 maart 1992 en vanaf 24 maart 1992 voorzitter van de SP-fractie.                                                                                             |
| Leo Goovaerts                    | PVV         | Gecoöpteerd senator.          | -                                           | -               | Nederlands | |
| Robert Hotyat                    | PS          | Gecoöpteerd senator.          | -                                           | -               | Frans      | |
| Jacqueline Herzet                | PRL         | Gecoöpteerd senator.          | -                                           | -               | Frans      | |
| Paul Pataer                      | SP          | Gecoöpteerd senator.          | -                                           | -               | Nederlands | Vervangt vanaf 27 oktober 1992 Herman Verwilst, die als bestuurslid actief wordt in de banksector.                                                                                 |
| Alberto Borin                    | PS          | Gecoöpteerd senator.          | -                                           | -               | Frans      | Vervangt vanaf 10 februari 1994 Maurice Bayenet, die kabinetsattaché wordt. |
| Paul De Grauwe                   | PVV         | Gecoöpteerd senator.          | -                                           | -               | Nederlands | |
| Maxime Stroobant                 | SP          | Gecoöpteerd senator.          | -                                           | -               | Nederlands | |
| Denis D'hondt                    | PRL         | Gecoöpteerd senator.          | -                                           | -               | Frans      | |
| Paul-Joseph Benker               | Ecolo       | Gecoöpteerd senator.          | -                                           | -               | Frans      | |
| Willy Kuijpers                   | Volksunie   | Gecoöpteerd senator.          | -                                           | -               | Nederlands | |
| Frans Lozie                      | Agalev      | Gecoöpteerd senator.          | -                                           | -               | Nederlands | |
| Jan Van Erps                     | CVP         | Gecoöpteerd senator.          | -                                           | -               | Nederlands | Vervangt vanaf 20 juli 1994 Herman Van Rompuy, die rechtstreeks verkozen senator wordt.                                                                                            |
| Lambert Kelchtermans             | CVP         | Gecoöpteerd senator.          | -                                           | -               | Nederlands | |
| Claude Bougard                   | Ecolo       | Gecoöpteerd senator.          | -                                           | -               | Frans      | |
| Andrée Delcourt-Pêtre            | PSC         | Gecoöpteerd senator.          | -                                           | -               | Frans      | |
| Leo Delcroix                     | CVP         | Gecoöpteerd senator.          | -                                           | -               | Nederlands | |
| Mark Vanmoerkerke                | CVP         | Gecoöpteerd senator.          | -                                           | -               | Nederlands | Vervangt vanaf 8 december 1994 Riet Van Cleuvenbergen, die rechtstreeks gekozen senator wordt.                                                                                     |
| Pierre Scharff                   | PSC         | Gecoöpteerd senator.          | -                                           | -               | Frans      | |
| Erik Matthijs                    | CVP         | Gecoöpteerd senator.          | -                                           | -               | Nederlands | Vervangt vanaf 27 oktober 1992 Robert Gijs, die op pensioen gaat. Gijs was voorzitter van de CVP-fractie tot 9 januari 1992.                                                       |
| Hugo Vandenberghe                | CVP         | Gecoöpteerd senator.          | -                                           | -               | Nederlands | |
| Filip van België                 | -           | Senator van rechtswege.       | -                                           | -               | -          | Vanaf 21 juni 1994. Daarvoor was prins Albert van 16 december 1991 tot aan het begin van zijn koningschap op 9 augustus 1993 senator van rechtswege.                               |